# Schloss Kogl (Attergau)

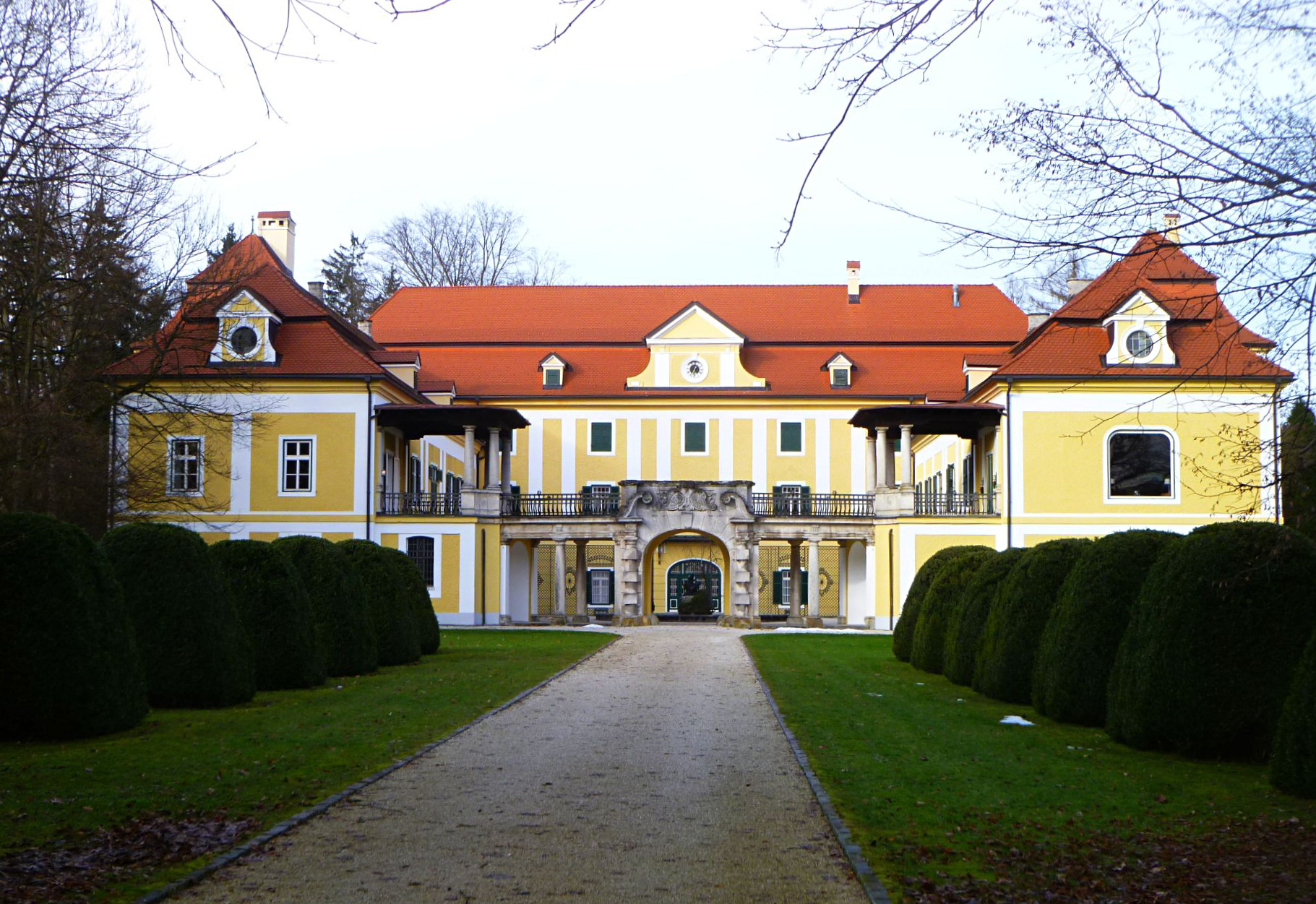
Südostansicht des Schlosses

Das Schloss Kogl befindet sich im gleichnamigen Ortsteil Kogl der Gemeinde St. Georgen im Attergau im Bezirk Vöcklabruck des Landes Oberösterreich (Kogl Nr. 1). Zu der Schlossanlage gehören land- und forstwirtschaftliche Gebäude, ein weitläufiger Park sowie umfangreicher Waldbesitz. Eine Lindenallee führt vom Markt St. Georgen zum Schloss. Die Besichtigung der Anlage ist nur von außen bzw. im Rahmen von Anmietungen bei Events möglich.

## Geschichte

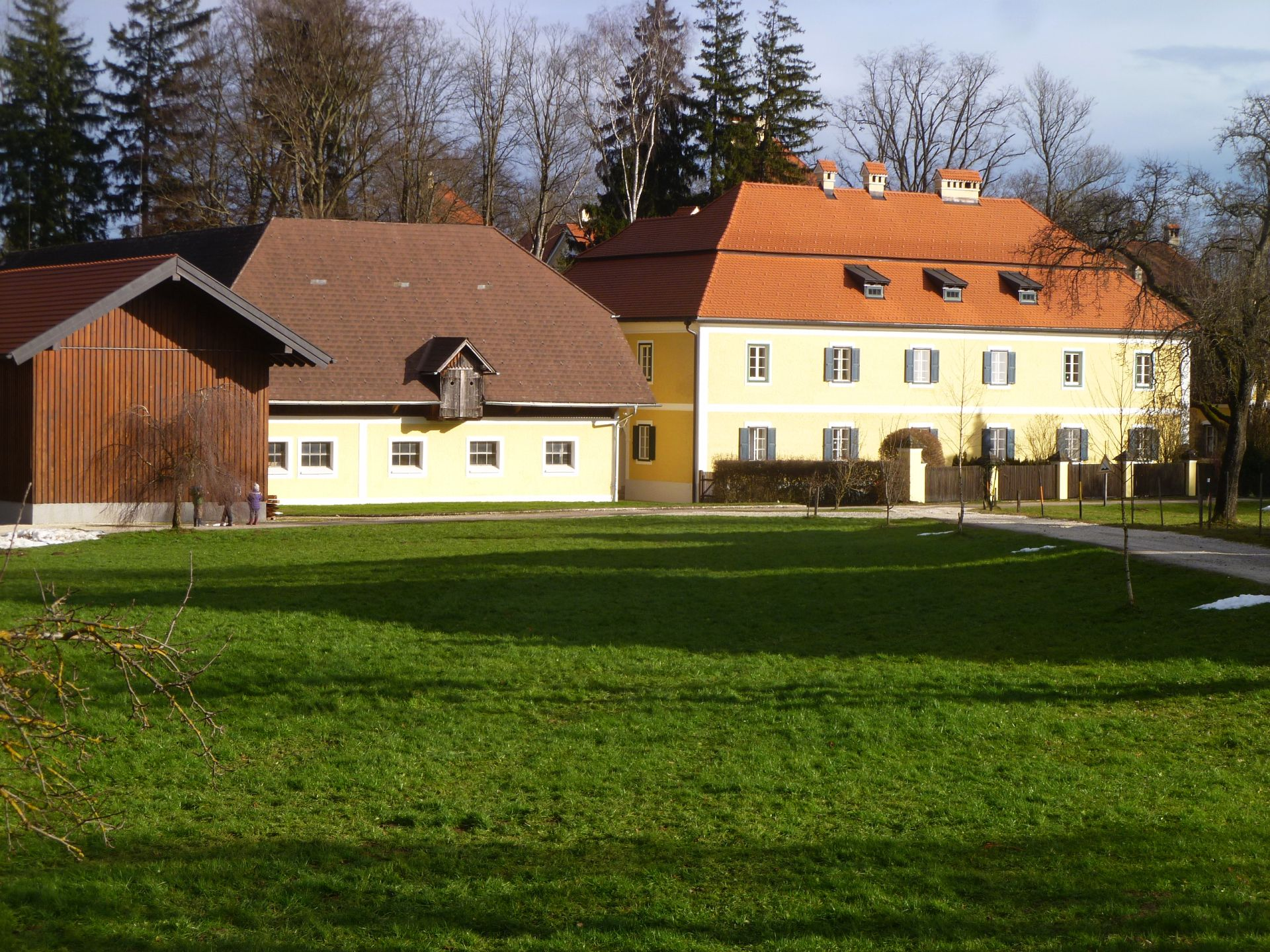
Nebengebäude

Die Herrschaft Kogl kam 1581 an Hans Freiherr von Khevenhüller. Da die mittelalterliche Burg nicht mehr zeitgemäß war, beauftragte Franz Ferdinand Graf Khevenhüller um 1710 den Linzer Baumeister Johann Michael Prunner, einen Plan für ein neues Schloss am Fuße des Koglberges zu erstellen.
1810 kam das Innviertel für eine kurze Zeit an das Königreich Bayern. Damals verkauften die Grafen Anton und Josef Khevenhüller ihre Besitzungen in Oberösterreich (Schloss Kogl und Frankenburg) an den Wiener Hofadvokaten Andreas von Pausinger. 1861 kam Kogl mit Unterach an den Freiherrn Mayr von Melnhof. Von diesem ging der Besitz 1884 an seine Tochter Theodora anlässlich ihrer Hochzeit mit Graf Adalbert von Kottulinsky über. 1936 kam Kogl an den Neffen der Gräfin Kottulinsky, Baron Friedrich Mayr von Melnhof, und zur Hälfte an dessen gleichnamigen Sohn.
Von 1943 an bis zum Ende des Zweiten Weltkrieges wurde das Schloss von dem NS-Sonderstab des Reichsleiters Rosenberg belegt. Dies war eine Rauborganisation der NSDAP für Kulturgüter. Bilder aus dem Schloss wurden noch lange Zeit gesucht.
Nach 1945 residierte hier ein amerikanischer Armeekorpsgeneral. Seit 1956 ist wieder die Familie Mayr-Melnhof im Besitz des Schlosses. Das Schloss wurde 2000 komplett renoviert und revitalisiert. Es wird von der Familie Mayr-Melnhof als Sommersitz genutzt. Die Repräsentationsräume können auch für Empfänge, Hochzeitsfeiern und Seminare gemietet werden, ebenso der Park für Sommerfeste.

## Beschreibung

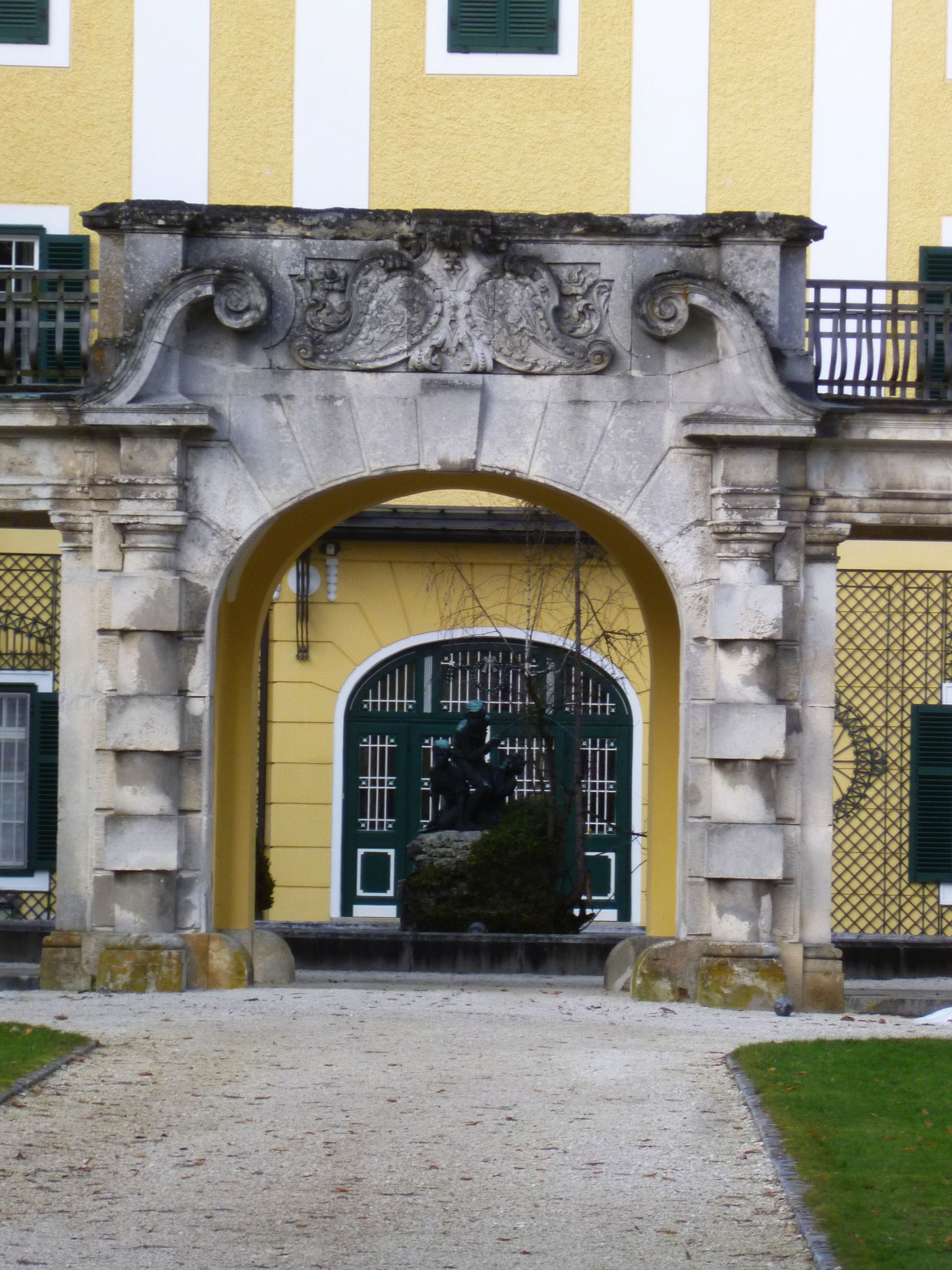
Portal mit Allianzwappen

1889 und 1911/12 wurden umfangreiche Erweiterungen der Schlossanlage vorgenommen. Haupttrakt und Seitenflügel wurden aufgestockt. Die Restaurierung der beiden Türme und der Schlosskapelle wurden nach den Plänen des Münchener Architekten Mathes und des Grazer Architekten August Gunold vorgenommen. Die Anlage ist hufeisenförmig angelegt. Der Zugang zum südöstlich gelegenen Ehrenhof wird durch beschnittene Buchsbäume betont. Die beiden Seitenflügel sind durch einen Säulenportikus miteinander verbunden. In dessen Mitte gibt ein Steinportal den Zugang zum Hof frei. Über dem Torbogen ist das steinerne Allianzwappen der Familien Mayr-Melnhof und Kottulinsky angebracht.
Im Schlosshof befindet sich eine von dem Grazer Bildhauer Richard Jakitsch gestaltete Brunnengruppe mit fischenden Knaben. In der Schlosskapelle befinden sich sechs von Jakitsch geformte Bronzereliefs der Kreuzwegstationen (die restlichen acht schuf der Wiener Bildhauer Winkler) und ein Christi-Himmelfahrts-Relief über dem Altar. Allegorische Fresken schmücken die Eingangshalle des Schlosses, und im Speisesaal hängen fünf Tierbilder des Malers Franz Xaver von Pausinger. Pausinger war der Sohn des früheren Schlossbesitzers. Der Freskenzyklus im Stiegenhaus und in der Galerie zeigt Szenen aus dem Verschwender von Ferdinand Raimund. Sie wurden von Josef Engelhart und Eduard Komlóssy gefertigt. Engelhard hatte die Arbeiten dazu 1913 mit seinem Malerfreund Franz Hohenberger begonnen. Unstimmigkeiten mit der Auftraggeberin wegen der Bezahlung (das sowieso nicht üppige Honorar war durch die Geldentwertung zu einem Nichts zusammengeschmolzen, und die Gräfin war nicht bereit, dies auszugleichen) und der Ausbruch des Ersten Weltkrieges führten dazu, dass der Auftrag von dem Maler Komlóssy fertiggestellt wurde.